# Poliolefiny

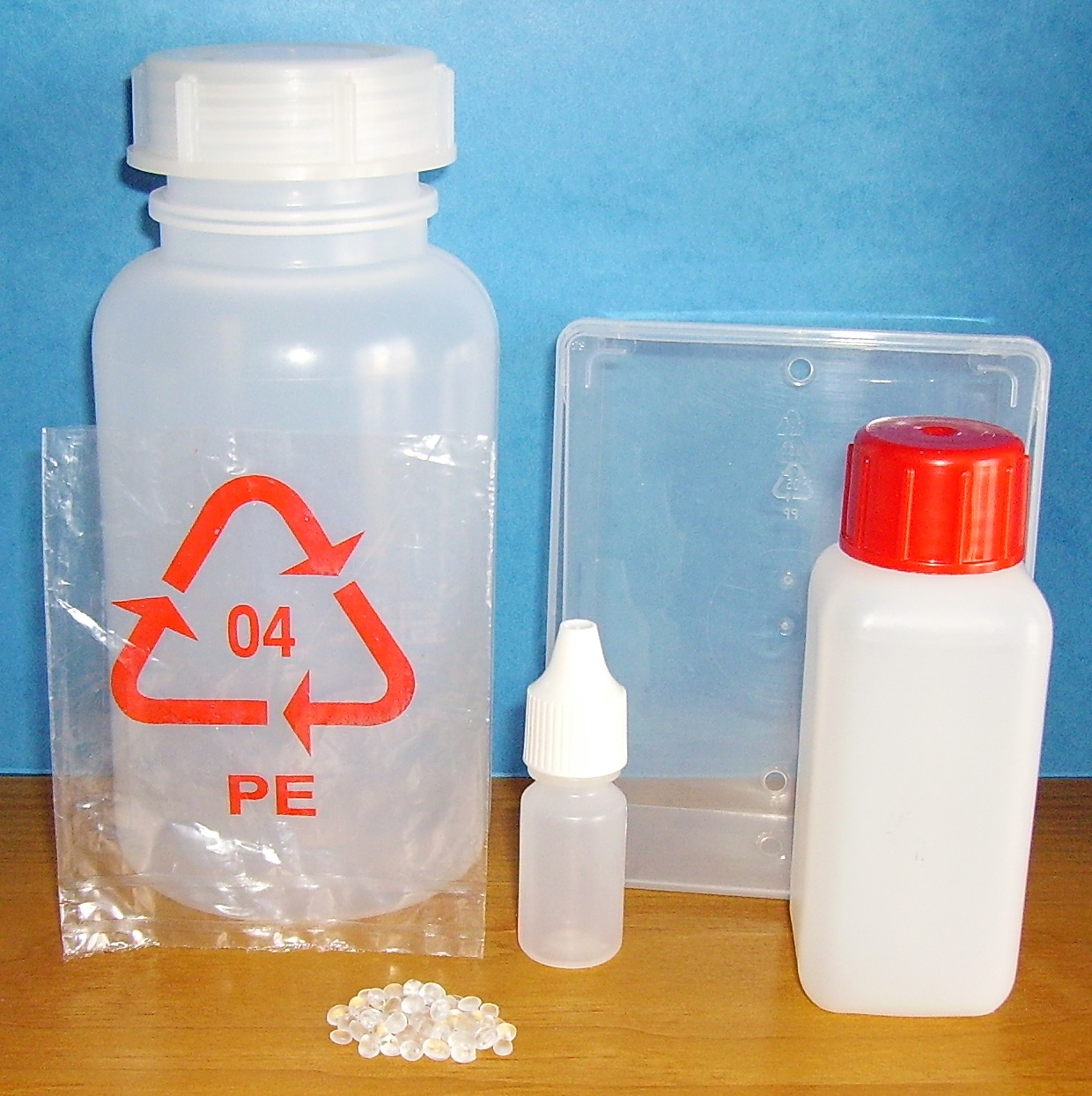
Wyroby wykonane z poliolefin

Poliolefiny – polimery będące pochodnymi prostych olefin (np. etylenu, propylenu, izoprenu, butylenów) lub ich kopolimerami. Zawierają tylko węgiel i wodór. Ich szkielet zbudowany jest z długich łańcuchów węglowych −C−C−C− (niektóre poliolefiny zawierają wiązania podwójne, np. poliizopren). Można je uważać za polimeryczne węglowodory.
Poliolefiny stanowią bardzo ważną przemysłowo grupę polimerów. Produkcja polietylenu i polipropylenu stanowi ok. 80% masy wszystkich produkowanych polimerów syntetycznych. Polimery te mają bardzo dobre cechy użytkowe, monomery do ich produkcji pozyskuje się bezpośrednio z ropy naftowej, a ich polimeryzacja nie stanowi większego problemu technicznego.

## Proces wytwarzania
Najpowszechniej stosowaną metodą ich syntezy jest łańcuchowa polimeryzacja winylowa, polegająca na rozrywaniu podwójnych wiązań C=C występujących w olefinach i utworzeniu ich kosztem wiązań pojedynczych C−C między cząsteczkami monomerów:
nCH
2=CHR → (−CH
2−CHR−)
n
gdzie R to prosta grupa alkilowa lub atom wodoru
Reakcję tę przeprowadza się zwykle poprzez inicjowanie wolnorodnikowe oraz czasami z użyciem katalizatorów metaloorganicznych. W wyniku polimeryzacji rodnikowej otrzymuje się np. polietylen, a w wyniku reakcji z użyciem katalizatorów metaloorganicznych np. polipropylen.
Rzadziej wykorzystywanym sposobem syntezy poliolefin są reakcje polimeryzacji z otwarciem pierścienia naprężonych cykloalkenów i alkanów katalizowane kwasami Lewisa (w ten sposób otrzymuje się policyklopropan).